# Lilla Hjälmesjö
Lilla Hjälmesjö är en sjö i Gislaveds kommun i Småland och ingår i Nissans huvudavrinningsområde.